# パチンコに節電を求める会
パチンコに節電を求める会（パチンコにせつでんをもとめるかい）とはかつて日本に存在したパチンコに対する批判を行っていた団体。旧称はパチンコ屋は節電に協力しろ!緊急呼びかけ委員会。

## 概要
頻繁に街頭で活動を行って、パチンコ店の電力抑制や閉店をさせることで需用電力を減らし、その分を病院などといった人命をつかさどる施設へと割り当てることを求めていた。署名活動を行った上で地方自治体の議長宛に請願ないし陳情を全国規模で活動展開をするということを構想していた。
4月26日号のSPA!にこの団体の活動が掲載された。外国人犯罪追放運動などの行動する保守団体と同じ目的であったり協力関係にあった。
平成25年に活動を終了した。